# Dumérils varaan
Dumérils varaan (Varanus dumerilii) is een hagedis uit de familie varanen (Varanidae). De wetenschappelijke naam van de soort werd voor het eerst voorgesteld door Hermann Schlegel in 1839.

## Uiterlijke kenmerken
Dumérils varaan heeft een smalle kop, de huidkleur is lichtgrijs met een vage lichte tekening. De totale lichaamslengte inclusief de staart bedraagt 100 tot 130 centimeter.

## Leefwijze
Het voedsel van deze terrestrische soort bestaat hoofdzakelijk uit insecten en vogels, maar vogel- en schildpadeieren laat hij ook niet liggen. Het is een goede zwemmer, die ook duikt naar krabben. Bij de voedselzoektocht onder water kan het dier de neusgaten afsluiten. Bij bedreiging zoekt hij het water op of klimt in een boom of struik. Hij wordt zelf buitgemaakt door zoogdieren en slangen.

## Voortplanting
Mannetjes zijn in de voortplantingstijd territoriaal ingesteld. Het legsel wordt afgezet in aarde of strooisel.

## Verspreiding en leefgebied
Dumérils varaan komt voor in delen van Zuidoost-Azië en leeft in de landen Indonesië, Maleisië, Myanmar, Singapore en Thailand. De habitat bestaat uit mangrovebossen, maar ook in bossen die verder van de kust verwijderd liggen.